# Hyperion (Zeitschrift)
Hyperion war eine von Franz Blei und Carl Sternheim in München herausgegebene und von Hans von Weber verlegte zweimonatliche Literatur- und Kunstzeitschrift, von der zwischen 1908 und 1910 zwölf Hefte in zehn Ausgaben erschienen. In den Jahren 1909 und 1910 verantwortete Alfred Walter Heymel die Bildredaktion.

## Inhalt
Die kurzlebige Zeitschrift Hyperion war eine teuer produzierte Revue, die von 1908 bis 1910 in einer Auflage von 1000 Exemplaren auf englischem Velin sowie einer kleinen Vorzugsausgabe auf handgeschöpftem Büttenpapier erschien. Signet, Titel und Schrift wurden von Walter Tiemann entworfen. Während der erste Jahrgang des Hyperion in einer vorläufigen Fassung der Tiemann-Antiqua erschien, wurde der zweite Jahrgang in der endgültigen Version der Schrift gesetzt. Viele der Illustrationen waren von den Originalplatten abgezogene Radierungen und Lithographien. Für jeden Jahrgang wurden Einbanddecken aus Buckram bei der Wiener Werkstätte gefertigt, so dass sich die Leser ihre als Broschur gelieferten Hefte jahrgangsweise binden lassen konnten; Einbanddecken in Halbpergament und Ganzleder waren ebenfalls erhältlich. Die Kennerschaft Franz Bleis sorgte zudem dafür, dass in der Zeitschrift nicht nur ausgezeichnete Texte bekannter Autoren erschienen, sondern auch Erstveröffentlichungen noch Unbekannter. Die ersten acht Prosastücke von Kafka erschienen hier, namentlich Die Bäume, Kleider, Die Abweisung, Der Kaufmann, Zerstreutes Hinausschaun, Der Nachhauseweg, Die Vorüberlaufenden und Der Fahrgast.
Folgendes Zitat aus Kafkas Nachruf auf die Zeitschrift, in der seine ersten Schriften veröffentlicht wurden, umreißt das Profil des Hefts sehr genau:
Die Absicht der Gründer des Hyperion war, mit ihm in jene Lücke des literarischen Zeitschriftenwesens zu treten, die zuerst der Pan erkannt, nach ihm Die Insel auszufüllen versucht hatte, und die seitdem scheinbar offenstand. Hier fängt schon der Irrtum des Hyperion an. Freilich hat kaum je eine literarische Zeitschrift edler geirrt. Der Pan brachte zu seiner Zeit über Deutschland die Wohltat eines Schreckens, indem er die wesentlichen zeitgemäßen, aber noch unerkannten Kräfte einigte und durch einander stärkte. Die Insel erschmeichelte sich dort, wo ihr jene äußerste Notwendigkeit fehlte, eine andere, wenn auch niedrigere. Der Hyperion hatte keine. Er sollte denen, die an den Grenzen der Literatur wohnen, eine große lebendige Repräsentation geben; aber sie gebührte jenen nicht, und sie wollten sie im Grunde auch nicht haben.

## Künstler und Autoren

### Künstler
- Cuno Amiet
- Aubrey Beardsley
- K. Bloos
- Cervelli
- Gordon Craig
- Paul Gauguin
- Vincent Van Gogh
- Francesco Goya
- Charles Guérin
- Constantin Guys
- Hugo von Habermann
- Erich Heckel
- Thomas Theodor Heine
- Ludwig von Hofmann
- Hokusai
- Heinrich Kley
- Gustav Klimt
- J. Laboureur
- Toulouse-Lautrec
- Paul Signac
- Aristide Maillol
- Hans von Marées
- Ernst Matthes
- Max Mayrshofer
- Francois Millet
- Emil Nolde
- Pascin
- C. Pissaro
- Auguste Rodin
- Paul Signac-Stremel
- Constantin Somoff
- A. Thomann
- J.J. Vrieslander

### Autoren
- Franz Blei
- Rudolf Borchardt
- Max Brod
- Hans Carossa
- Carl Einstein
- Emil von Gebsattel
- André Gide
- Hugo von Hofmannsthal
- Franz Kafka
- Heinrich Mann
- George Meredith
- Robert Musil
- Rainer Maria Rilke
- René Schickele
- Carl Sternheim
- Karl Schloß

## Andere, gleichnamige Zeitschriften
- Hyperion. Freiburger Zeitschrift für Literatur, Kunst und Ästhetik
- Hyperion. Zeitschrift für Kultur 1990 – ?